# Jemez Springs
 (janvier 2020).
Si vous disposez d'ouvrages ou d'articles de référence ou si vous connaissez des sites web de qualité traitant du thème abordé ici, merci de compléter l'article en donnant les références utiles à sa vérifiabilité et en les liant à la section « Notes et références ».
Jemez Springs est un village du comté de Sandoval, au Nouveau-Mexique, aux États-Unis. La population était de 375 habitants lors du recensement de 2000. Nommé d'après le Pueblo de Jemez, le village est le site du Jemez State Monument et le siège du Jemez Ranger District. Le village et les localités voisines de la vallée de Jemez sont le site de sources d'eau chaude et de plusieurs retraites religieuses.